# Phyllagathis elliptica
Phyllagathis elliptica är en tvåhjärtbladig växtart som beskrevs av Otto Stapf. Phyllagathis elliptica ingår i släktet Phyllagathis och familjen Melastomataceae. Inga underarter finns listade i Catalogue of Life.